# Синюк Григорій Васильович
Григо́рій Васи́льович Синю́к — старший лейтенант Збройних сил України.

## Нагороди
За особисту мужність і героїзм, виявлені у захисті державного суверенітету та територіальної цілісності України, вірність військовій присязі під час бойових дій та при виконанні службових обов'язків, відзначений — нагороджений
- 3 листопада 2015 року — орденом Богдана Хмельницького III ступеня.